# أندرو آيرلادند
أندرو آيرلادند هو مجدف كندي، ولد في 28 أبريل 1982 في هاميلتون في كندا.

## وصلات خارجية
- أندرو آيرلادند على موقع الاتحاد الدولي للتجديف (الإنجليزية)